# Samoa en los Juegos Paralímpicos de Sídney 2000
Samoa estuvo representada en los Juegos Paralímpicos de Sídney 2000 por un deportista masculino. El equipo paralímpico samoano no obtuvo ninguna medalla en estos Juegos.